# Miroslav Krajíček
Miroslav Krajíček (4. prosince 1946 Opava – 10. dubna 2024) byl český politik, v letech 1998 až 2010 poslanec Poslanecké sněmovny PČR, v letech 2002 až 2014 zastupitel města Opava, člen ODS. V letech 2011 až 2014 byl také generálním ředitelem podniku Povodí Odry.

## Vzdělání, profese a rodina
Na Stavební fakultě VUT v Brně vystudoval vodohospodářství a vodní stavby. V období let 1969–1998 pracoval v oboru stavebnictví (technický náměstek a později technický ředitel podniku Ingstav Brno, závod Opava). Podílel se například na výstavbě vodní nádrže Slezská Harta a přečerpávací vodní elektrárny Dlouhé stráně. V letech 1991-1993 zasedal v představenstvu společnosti LEAR, a.s. Mezi lety 1992–2000 působil v představenstvu firmy Ingstav Opava, a.s.

## Politická kariéra
V roce 1993 vstoupil do ODS. V komunálních volbách roku 2002 byl zvolen do zastupitelstva města Opava za ODS. Mandát obhájil v komunálních volbách roku 2006 a komunálních volbách roku 2010. K roku 2010 se profesně uváděl jako stavební technik. Ve volbách v roce 2014 opět kandidoval, skončil však jako 6. náhradník.
Ve volbách v roce 1998 byl zvolen do poslanecké sněmovny za ODS (volební obvod Severomoravský kraj). Byl členem sněmovního ústavněprávního výboru. Poslanecký mandát obhájil ve volbách roku 2002 a volbách roku 2006. V letech 2002–2006 se angažoval ve výboru pro sociální politiku a zdravotnictví a předsedal Podvýboru pro investice ve zdravotnictví a sociální oblasti. V období let 2006–2010 zastával post člena Výboru pro zdravotnictví, zároveň byl v letech 2006–2009 členem výboru pro sociální politiku. Jako předseda řídil Podvýbor pro oblasti financované ze státního rozpočtu – výzkum, investice, dotace. Ve volbách 2010 již nekandidoval.
V říjnu 2011 se stal generálním ředitelem podniku Povodí Odry. Funkci zastával do října 2014.